# Forståelse
Forståelse er en psykologisk proces relateret til et abstrakt eller fysisk genstand, såsom en persons situation eller budskab, hvorved man er i stand til at tænke over det og bruge begreber til at håndtere de pågældende objekter. Forståelse er en relation mellem den vidende og formålet med at forstå.

## Eksempler
1. Man forstår vejret, hvis man er i stand til at forudsige og at give en forklaring på nogle af dens funktioner osv.
2. En psykiater forstår en andens bekymringer , hvis han / hun ved, at personens bekymringer, deres årsager, og kan give nyttige råd om, hvordan man håndtere angst osv.
3. En person, der forstår en kommando, hvis han/hun ved, hvem gav det, hvad der forventes af udstederen, og om kommandoen er legitim, og hvorvidt man forstår personen der giver kommandoen.
4. Man forstår en argumentation, et argument , eller et sprog , hvis man bevidst kan gengive informationsindholdet som overføres via meddelelsen.
5. Man forstår et matematisk begreb, hvis man kan løse problemer ved hjælp af det, især problemer, man ikke har løst før.